# Chrysler Town & Country
Chrysler Town & Country ist eine Modellbezeichnung, unter der der Chrysler-Konzern in Nordamerika und einigen anderen Ländern verschiedene Automobile angeboten hat.
So war er ein Kombi mit Teil-Holzaufbau, den Chrysler von 1941 bis 1990 herstellte. Von 1946 bis 1950 wurden auch andere Karosserieausführungen mit seitlichen Holzverkleidungen unter diesem Namen angeboten.
1990 wurde in Nordamerika unter dem Namen Town and Country ein Großraum-Van eingeführt. Das Fahrzeug wurde dort parallel zu seinen bereits vorher verfügbaren Schwestermodellen Plymouth Voyager und Dodge Caravan angeboten. Zunächst erhielten nur Modelle mit der langen Radstand-Version diesen Namen. In den Jahren 1997 bis 2007 gab es den Town & Country auch in der kurzen Radstand-Variante zu kaufen. 2008 wurde die fünfte Modellgeneration des Fahrzeugs eingeführt, die bis zum Jahr 2016 angeboten worden ist. Danach wurde das Modell vom Chrysler Pacifica abgelöst.
In Europa wurde der Name Town and Country von Chrysler nicht verwendet, stattdessen wurden diese Fahrzeuge dort als Chrysler Voyager / Chrysler Grand Voyager sowie von 2011 bis 2015 als Lancia Voyager auf dem Markt angeboten.

## 1941–1950
Der ursprüngliche Town & Country wurde von Chrysler 1941 eingeführt. Dies war der erste „Woody“ (Kombi mit Holzaufbau) mit Blechdach. In den Modelljahren 1941 und 1942 wurden knapp 1.000 Stück hergestellt. Auch nach dem Krieg gab es den Town & Country, der nun etwas größere Stückzahlen erzielte. Von 1946 bis 1949 wurden auch Limousinen und Cabriolets unter diesem Namen angeboten, im Jahr 1950 nur das Coupé – hiervon wurden nur 698 produziert. Die Herstellung des ursprünglichen Town & Country mit Holzaufbau endete somit 1950.

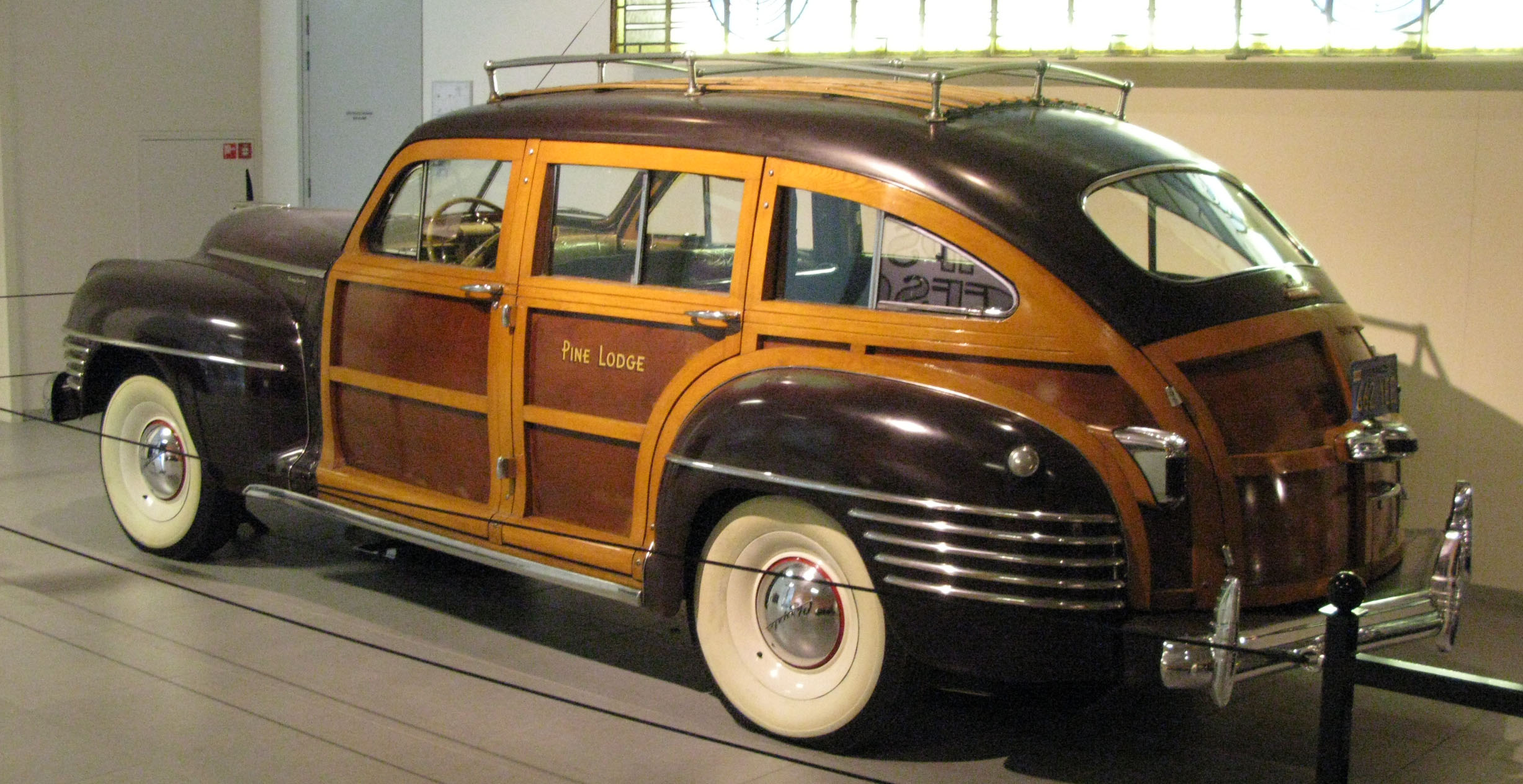
Chrysler Town & Country Kombi (1942)
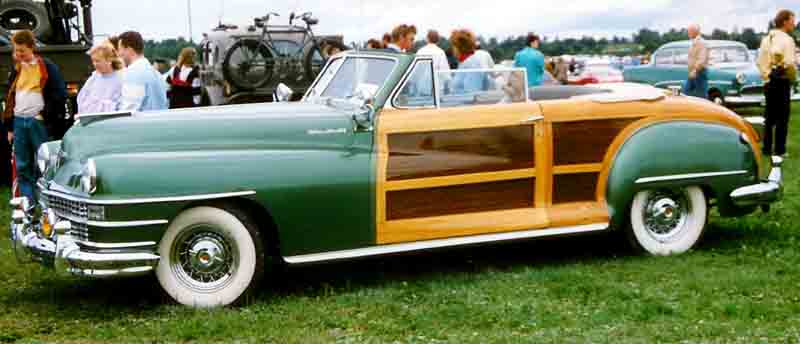
Chrysler Town & Country Cabriolet (1948)
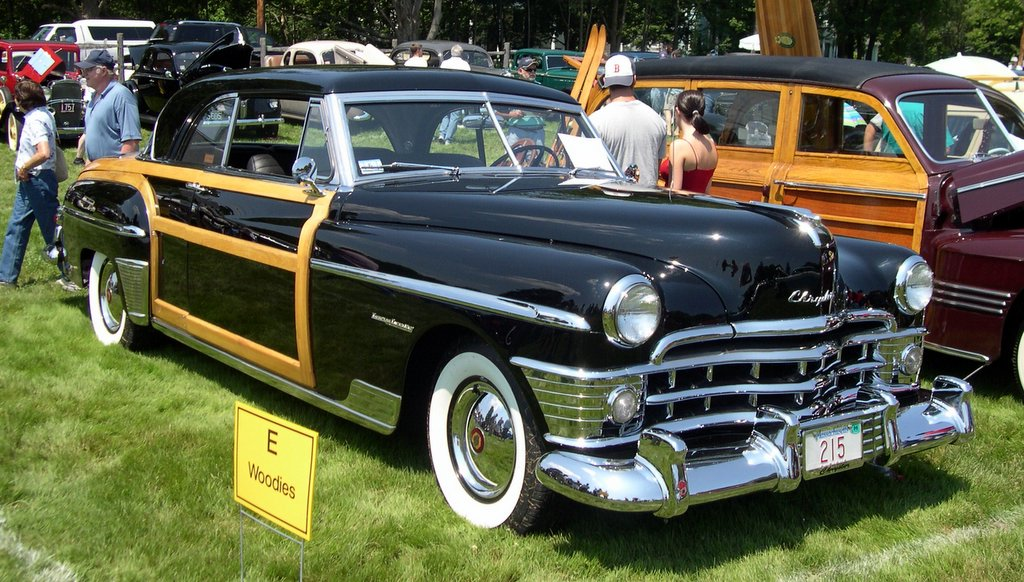
Chrysler Town & Country Newport 2-door Coupé (1950)

## 1951–1977
Nach Fertigungseinstellung des Kombis mit Holzaufbau wurde der Name für einen großen, heckgetriebenen Kombi mit Ganzstahlkarosserie übernommen. Dies fiel mit der Einführung des ersten V8 der Firma zusammen, der zunächst Firepower und später Hemi hieß. Bei diesem Kombi wurden viele Neuerungen eingeführt, z. B. das Kurbelfenster in der Heckklappe 1951, die rückwärts gewandte dritte Sitzbank 1957, Heckscheibenwischer 1968, Windabweiser über der Heckklappe 1969 und automatische Verriegelung der Heckklappe bei eingeschalteter Zündung (um zu verhindern, dass Kinder die Heckklappe während der Fahrt öffnen konnten) 1971.
Der Town & Country-Kombi wurde 1951 als Windsor, Saratoga und New Yorker angeboten. Beim New Yorker verschwand der Kombi im Modelljahr 1952, tauchte aber 1953 wieder auf, als man den Saratoga einstellte. Als Windsor gab es den Town & Country bis 1960, 1961 ging das Konzept auf den neuen Newport über; die New-Yorker-Variante wurde bis 1965 hergestellt. 1969 wurde der Town & Country eine eigene Serie in der Chrysler-Modellpalette.
Von 1960 bis 1964 wurden alle Town & Country als Hardtop-Versionen (ohne B-Säule) geliefert. Ab 1965 basierte der Town & Country auf der Chrysler-C-Plattform, wie der Chrysler New Yorker oder der Plymouth Fury. Ab 1968 wurde Holzimitat auf den Türen und Fahrzeugseiten angeboten, was an den ursprünglichen Town & Country zwischen 1941 und 1950 erinnerte.

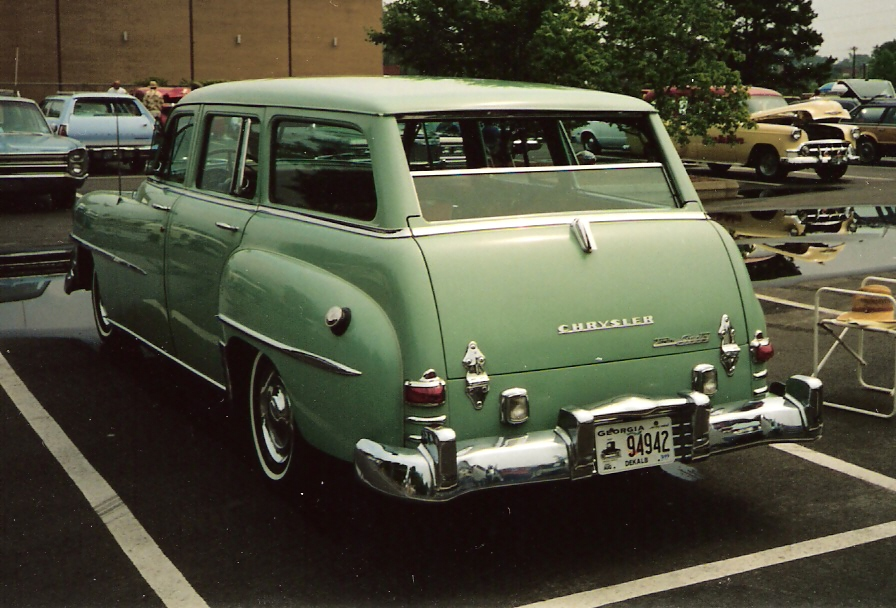
Chrysler Windsor Town & Country (1952)
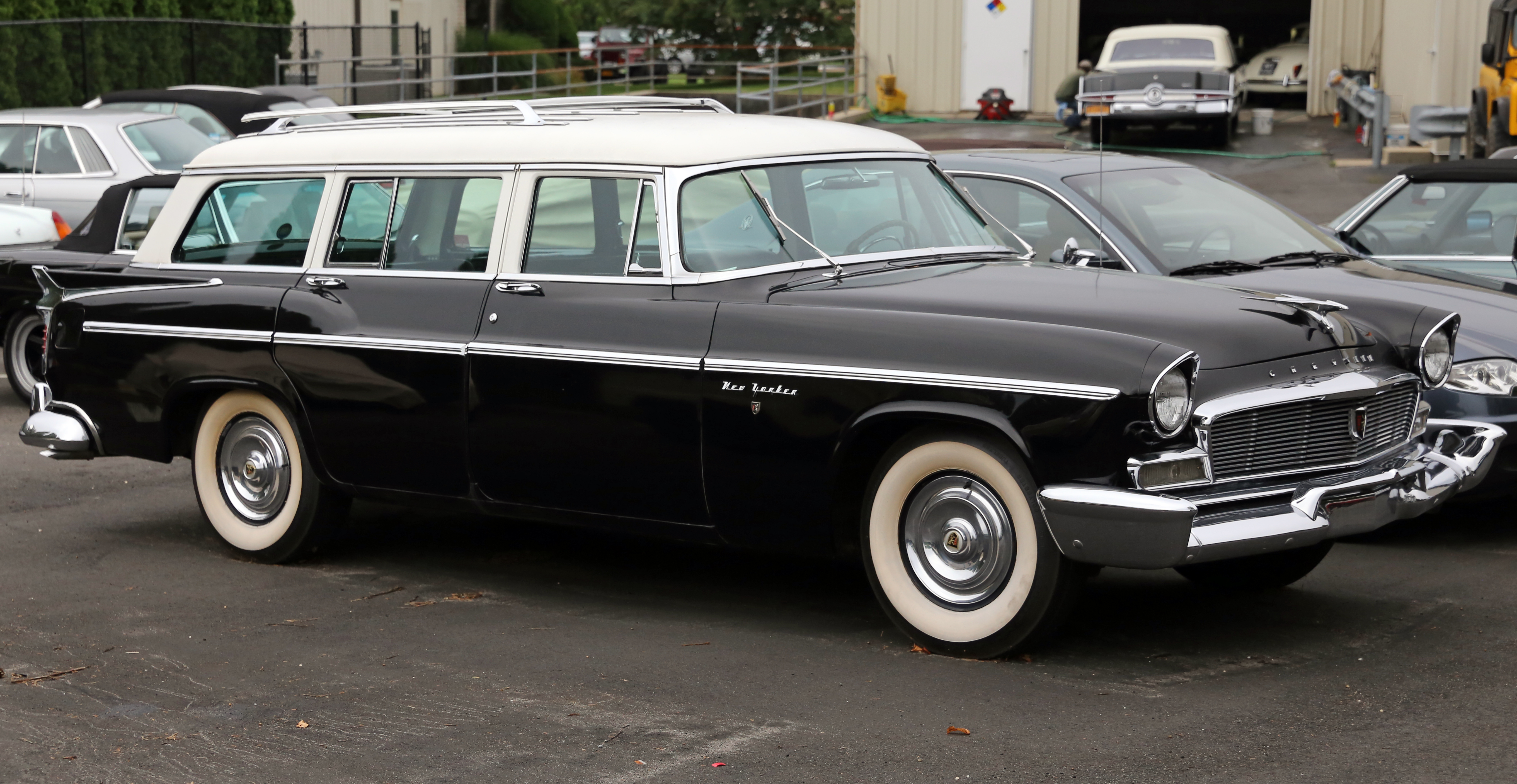
Chrysler New Yorker Town & Country (1956)
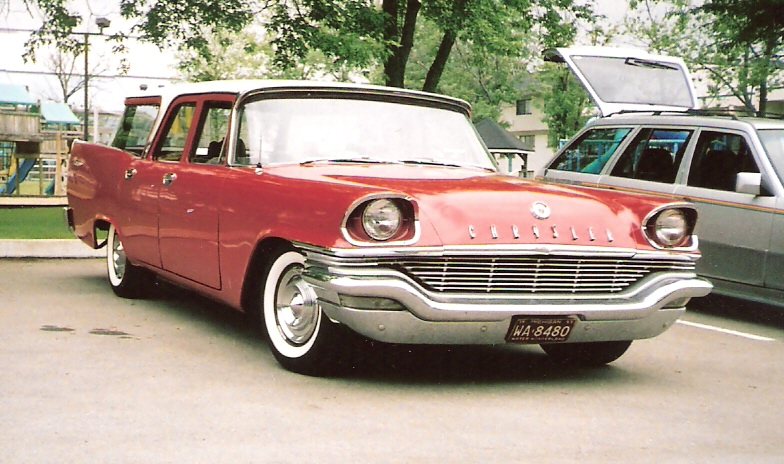
Chrysler Windsor Town & Country (1957)
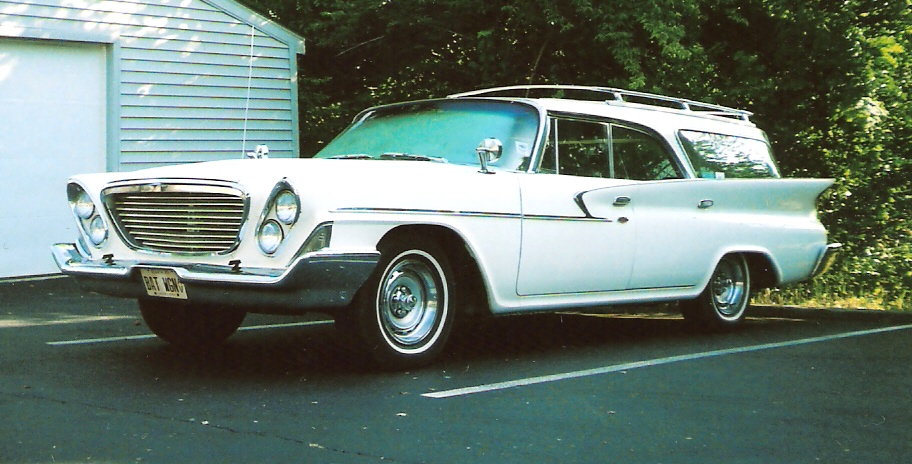
Chrysler Newport Town & Country (1961)
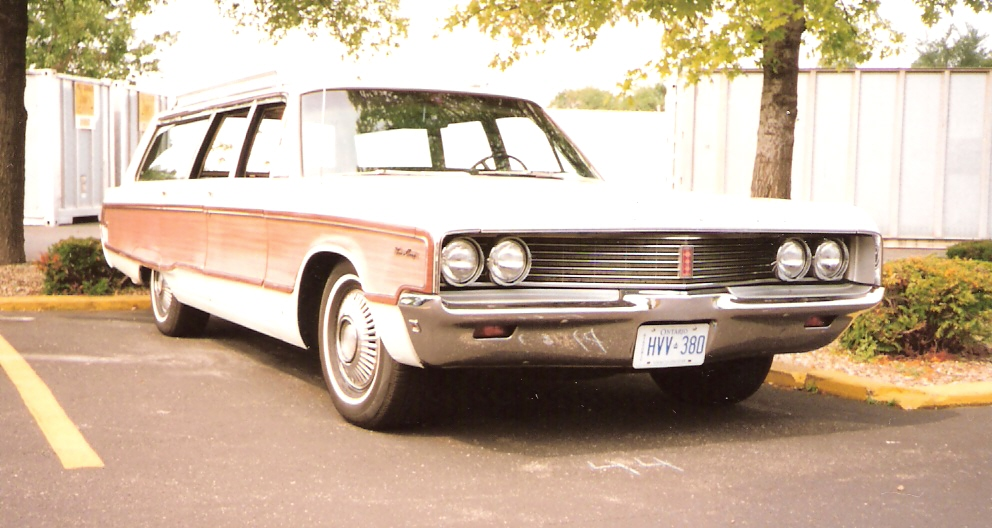
Chrysler Newport Town & Country (1968)
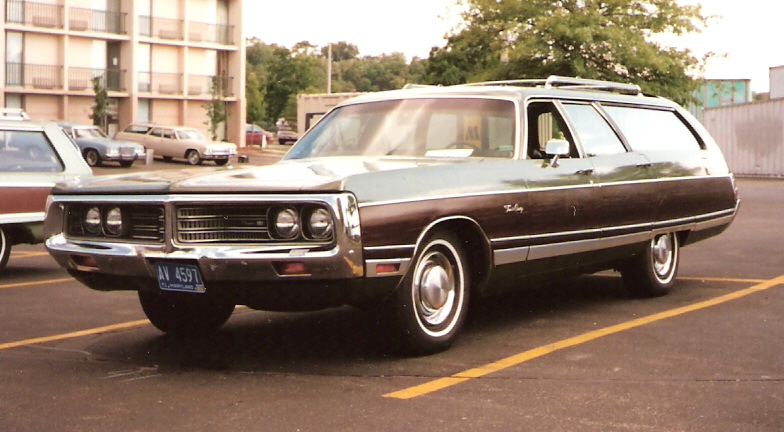
Chrysler Town & Country (1972)
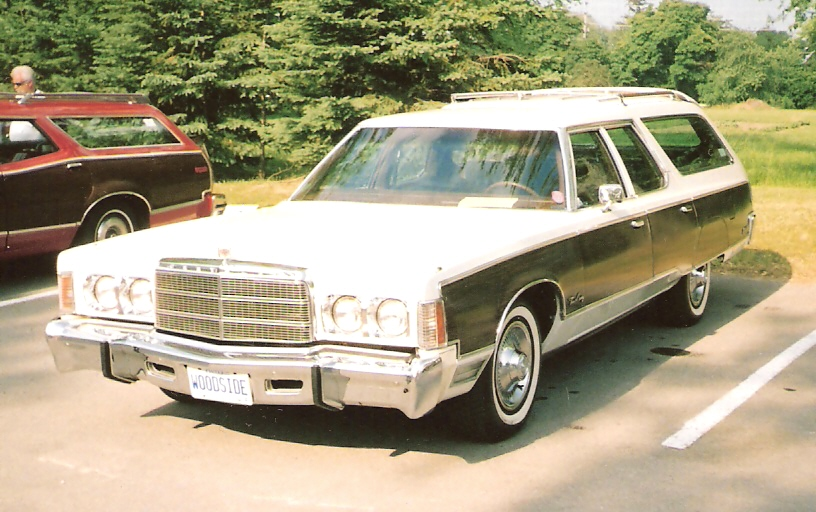
Chrysler Town & Country (1977), das letzte Jahr des großen Modells

## 1978–1981

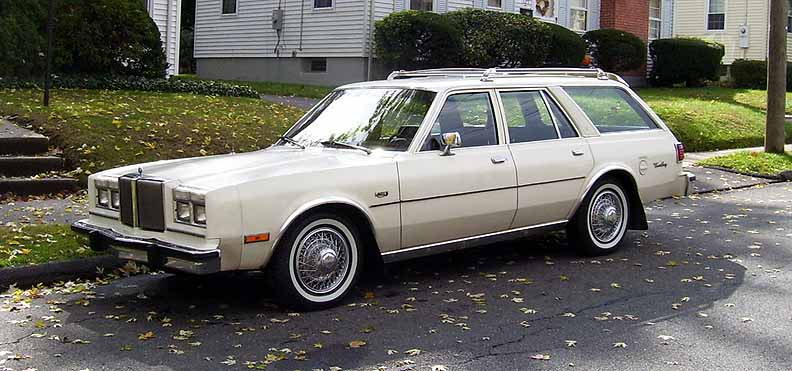
Chrysler Town & Country (1980)

Zum Modelljahr 1978 reduzierte Chrysler die Größe und das Gewicht seiner Kombimodelle erheblich. Der Town & Country war nun eine Kombiversion des 1977 eingeführten Mittelklassemodells Chrysler LeBaron. Dieses auf der M-Plattform basierende Modell war technisch mit dem Dodge Aspen und dem Plymouth Volare verwandt. Der neue Town & Country war damit 700 mm kürzer nahezu 800 kg leichter als sein auf der C-Plattform basierender Vorgänger. Im Fahrwerk und Antrieb gab es keine wesentlichen Unterschiede zur Limousinen-Version des LeBaron, allerdings hatte nur der Town & Country Holzimitat (aus Kunststoff) an Türen und Fahrzeugseiten. Der neue Town & Country verwendete kleinere Motoren als sein auf der C-Plattform basierender Vorgänger. Zur Wahl standen zwei 5,2 Liter bzw. 5,9 Liter große Achtzylindermotoren; alternativ war der Town & Country ab 1978 auch mit dem Slant-Six-Reihensechszylinder (3,7 Liter Hubraum) verfügbar. Es war das erste Mal seit 1949, dass ein Town & Country von einem Sechszylindermotor angetrieben wurde.
Mit der Größe des Autos reduzierten sich auch die Verkaufspreise. Der Town & Country V8 wurde im Modelljahr 1978 zu einem Basispreis von 5.910 US-$ angeboten; damit war er 700 US- $ günstiger als sein größerer Vorgänger.
Der auf der M-Plattform basierende Town & Country blieb bis 1981 im Programm. Zum Modelljahr 1980 erhielt er (wie auch der LeBaron) ein Facelift, das sich insbesondere in einem veränderten Kühlergrill dokumentierte. Ein Parallelmodell zum Town & Country war die Kombiversion des Dodge Diplomat.

## 1982–1988

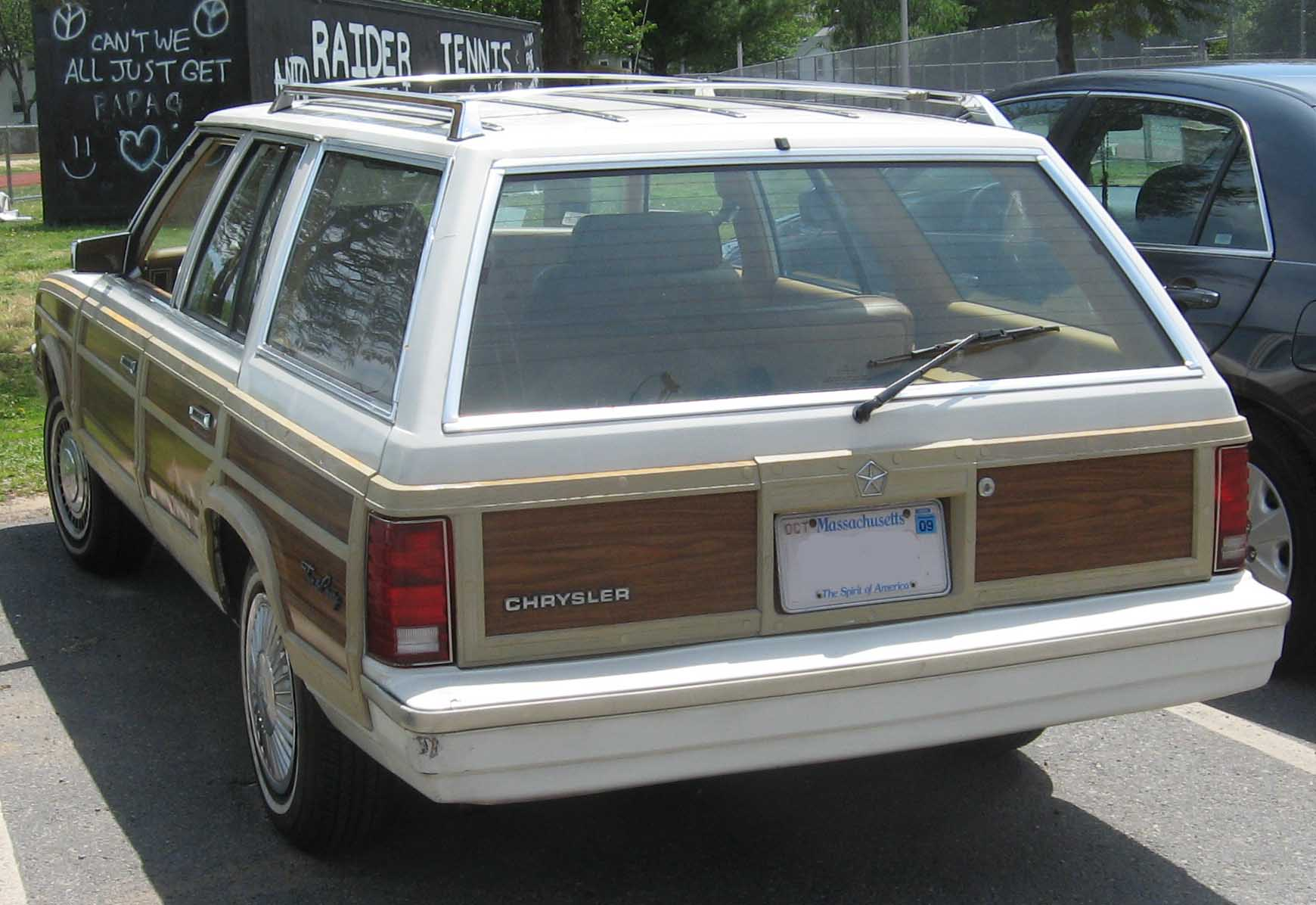
1982 bis 1988

Von 1982 bis 1988 bezeichnete der Name Town & Country einen Kombi des frontgetriebenen LeBaron auf der Chrysler-K-Plattform, der ebenfalls Holzimitat an Türen und Fahrzeugseiten aufwies. Ein spezielles Town-&-Country-Cabriolet wurde im Modelljahr 1983 herausgebracht, das auch mit Holzimitat versehen war, um an das Original der 1940er-Jahre zu erinnern.

## 1990–2016
1990 wurde der Town and Country als Schwestermodell des Plymouth Voyager und Dodge Caravan eingeführt. In Europa wurde das Fahrzeug in ähnlicher Ausführung als Chrysler Voyager verkauft, da der Name Town & Country dort nicht geführt wurde. Die vorerst letzte Generation von 2008 bis 2016 erhielt 2010 ein Facelift und wurde in Europa ab dem Facelift 2011 als Lancia Voyager verkauft.
2016 wurde das Fahrzeugmodell vom Chrysler Pacifica abgelöst.

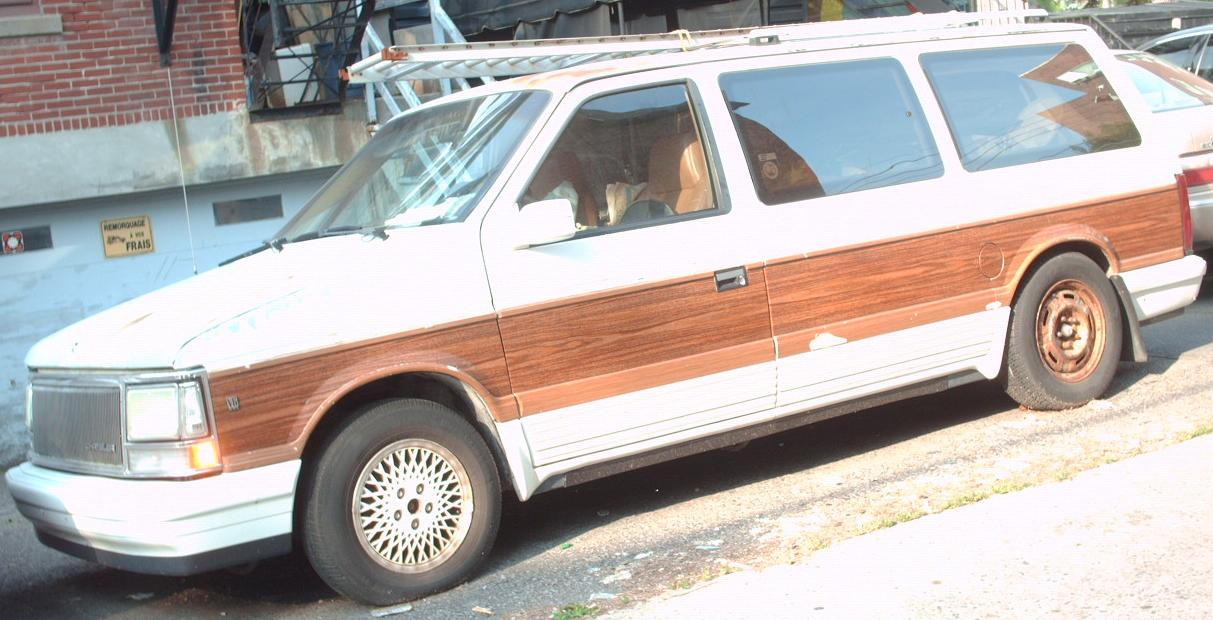
Chrysler Town and Country (1990)
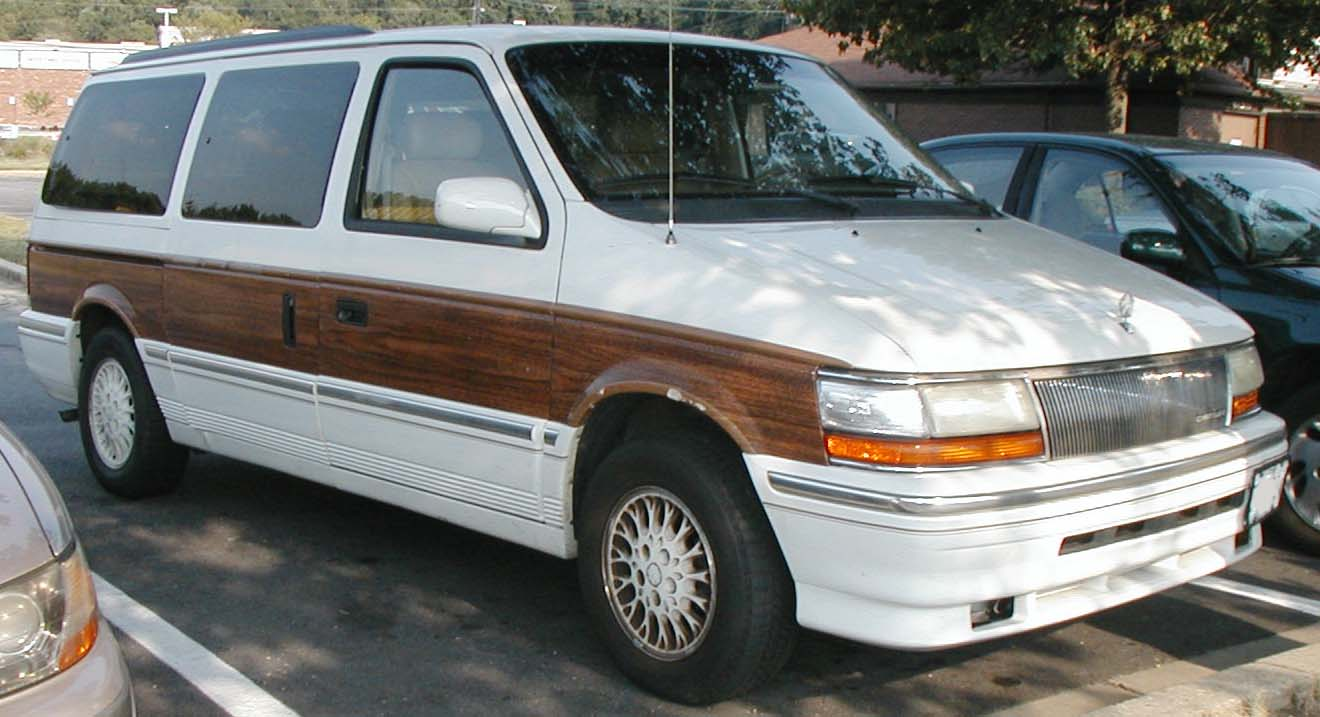
Chrysler Town and Country (1991)
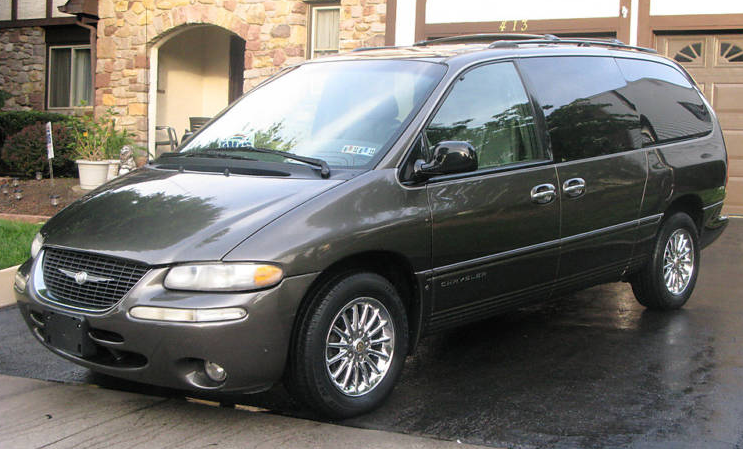
Chrysler Town and Country (2000)
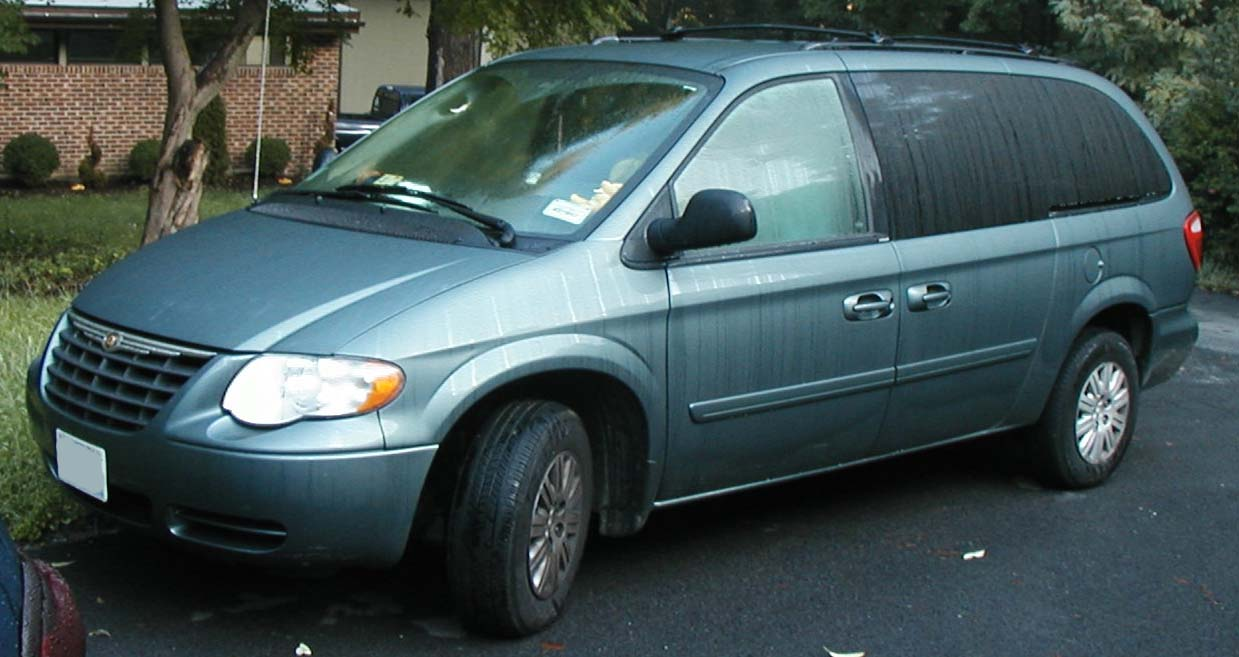
Chrysler Town and Country (2006)
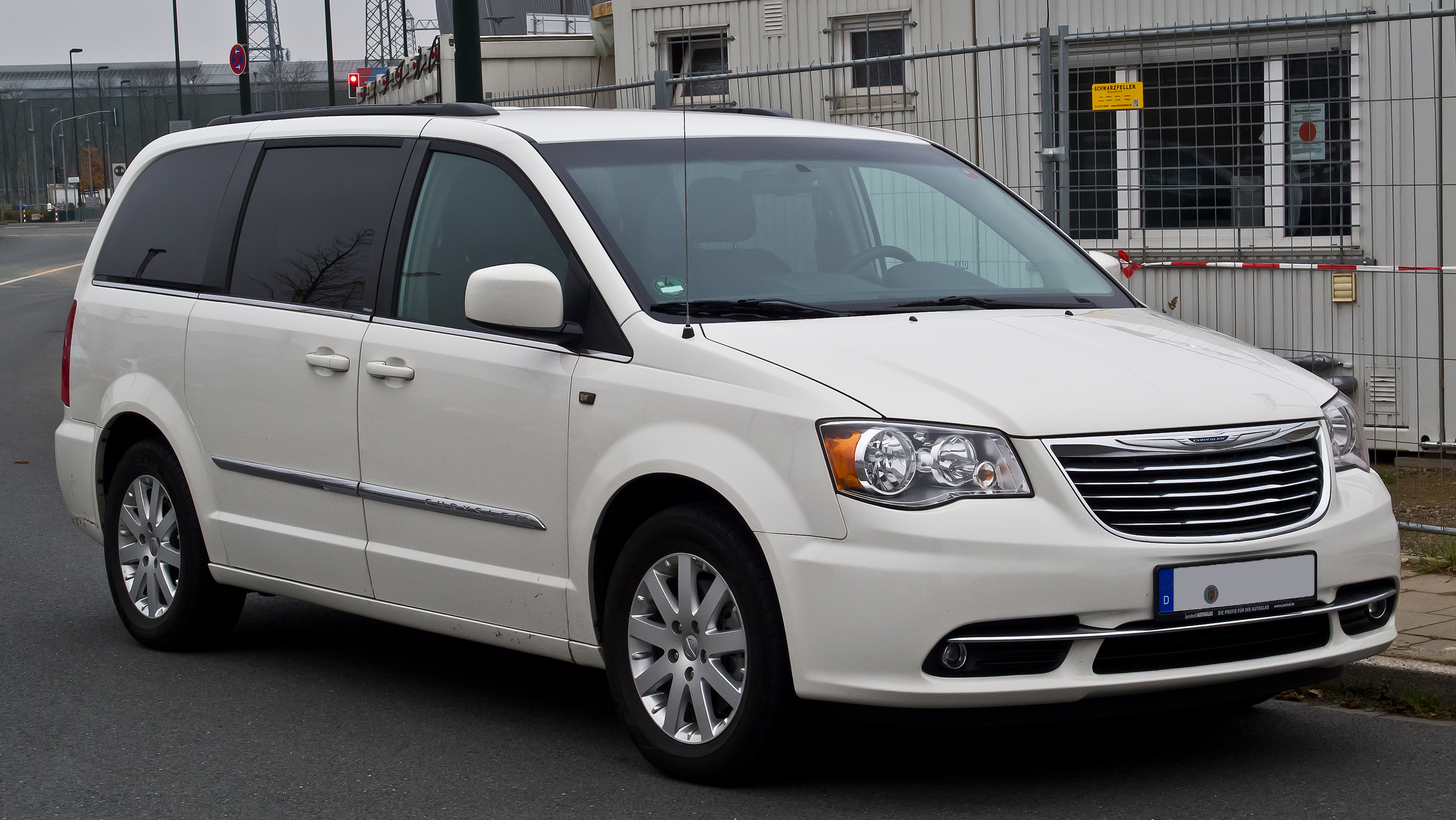
Chrysler Town & Country Touring (2011)

## Belege
- Encyclopedia of American Cars, Publications International Ltd, ISBN 0-7853-6275-4.